# Stadio di Gaziantep
Lo stadio metropolitano di Gaziantep, precedentemente noto anche come Gaziantep Arena e stadio Kalyon (fino al 2024), è uno stadio di calcio di 35 574 posti a sedere situato nella città turca di Gaziantep.
Inaugurato il 15 gennaio 2017 in occasione della sfida di Süper Lig tra Gaziantep e Antalyaspor, da allora l'impianto ospita le gare interne del Gaziantep, avendo sostituito lo stadio Kâmil Ocak, e occasionalmente della Nazionale turca di calcio.